# Loropéni
Loropéni é uma cidade-mercado ao sul de Burkina Faso. Existem ruínas de pedra na cidade e pouco sabe-se sobre as mesmas. Uma das teorias é a de que era um refúgio da corte de Kann Iya (rei do povo Kaan). As ruínas são chamadas de "kpóŋ kayaŋga" na língua Kaansa, o que significa "fortaleza rejeitada", baseada na lenda Kaan de que a fortaleza foi abandonada após a morte de Kaan Iya logo após ter se mudado para lá.

## UNESCO
A UNESCO inscreveu as Ruínas de Loropéni como Patrimônio Mundial por "testemunhar o poder do comércio transaariano de ouro"